# Cselkószabadja
Cselkószabadja (1899-ig Cselkó-Lehota, szlovákul Čelkova Lehota) község Szlovákiában, a Trencséni kerületben, a Vágbesztercei járásban.

## Fekvése
Vágbesztercétől 17 km-re délkeletre fekszik.

## Története
A települést a 14. század első felében alapították, nevét első birtokosáról, Cselkóról kapta. 1471-ben „Chelkwa Lehota” néven említik először. 1510-ben „Czelkowa Lehota”, 1598-ban „Czelkova Lehota” alakban bukkan fel a forrásokban. Nemesi birtok, majd rövid ideig a Podmaniczkyak vágbesztercei uradalmához tartozott. 1598-ban 4 nemesi udvarház található itt. 1720-ban 6 adózó háztartása volt, mind nemesek. 1784-ben 19 házában 21 családban 130 lakos élt.
A 18. század végén Vályi András így ír róla: „Cselko Lehota. Tót falu Trentsén Várm. földes Urai H. Eszterházy, és több Uraságok, lakosai katolikusok, fekszik Domanicshoz nem meszsze, mellyhez barátja is hasonlító.”
1828-ban 20 háza és 192 lakosa volt. Lakói mezőgazdasággal és fakereskedéssel foglalkoztak.
Fényes Elek 1851-ben kiadott geográfiai szótárában így ír a faluról: „Lehota (Cselko), tót f., Trencsén vmegyében, Domanishoz 1/2 mfd. 180 kath., 6 zsidó lak. Főgazdaságát erdeje teszi, melly veres és közönséges fenyőfákból áll. F. u. gr. Eszterházy József és a Cselkó familia.”
A trianoni békéig Trencsén vármegye Vágbesztercei járásához tartozott.

## Népessége
| Év:            | 1994. | 2004.   | 2014.   | 2024.    |
| -------------- | ----- | ------- | ------- | -------- |
| Emberek száma: | 139   | 146     | 141     | 160      |
| Eltérés:       |       | +5,03 % | -3,42 % | +13,47 % |

| Év:            | 2023. | 2024.   |
| -------------- | ----- | ------- |
| Emberek száma: | 157   | 160     |
| Eltérés:       |       | +1,91 % |

1910-ben 201, túlnyomórészt szlovák lakosa volt.
2001-ben 143 lakosából 142 szlovák volt.
2011-ben 136 lakosából 136 szlovák volt.

## Nevezetességei
- Haranglábát 1807-ben építették.